# БТР-90
БТР-90 «Росток» (также обозначается как ГАЗ-5923) — российский колёсный бронетранспортёр (боевая машина).
Боевая колёсная плавающая бронированная машина, оснащённая вооружением, предназначена для применения в мотострелковых подразделениях сухопутных войск. Серийно БТР-90 не производился: была изготовлена установочная партия данных БТР в 2007-2010 годах, однако несмотря на это, бронетранспортер был принят на вооружение российской армии.

## История
БТР-90 разработан на ОАО «Горьковский автомобильный завод». Впервые представлен в 1994 году. Серийный выпуск планировалось начать в 2011 году на ОАО «Арзамасский машиностроительный завод».
Государственные испытания бронетранспортёра были завершены в 2004 году.
«Росток» принят на вооружение Вооружённых сил России приказом Министра обороны Российской Федерации № 324 от 9 июня 2008 года, став первым новым российским колёсным бронетранспортёром, принятым на вооружение с момента создания Российской армии. В 2011 году Минобороны России отказалось от закупок БТР-90 в связи с пересмотром концепции вооружений Сухопутных войск ВС России и начала разработки концептуально нового БТР.
Впоследствии российская армия выбрала для поступления в войска БТР-82А, чья боевая эффективность значительно возросла по сравнению с базовой моделью БТР-80, и во многом превзошла показатели БТР-90. Стоимость производства БТР-82А не указана, но известно, что она ниже, чем БТР-90, что делает последний менее привлекательным. В 2015 году на Параде Победы в Москве была представлена колесная бронемашина нового поколения ВПК-7829 «Бумеранг» и официально объявлено, что программа по БТР-90 будет свернута.

## Особенности
БТР-90 оснащён автоматической гидромеханической реверсивной коробкой передач, независимой подвеской всех колёс с постоянным приводом всех колёс. Броня, по сравнению с БТР-80, была существенно усилена. Значительно улучшена противоминная защита, в частности, днище машины имеет V-образную форму — более стойкую к воздействию ударной волны, чем традиционная плоская.
Вооружение, размещённое в боевом отделении, стабилизировано в двух плоскостях. Это позволяет вести огонь в движении по пересечённой местности. Несмотря на то, что БТР-90 тяжелее и больше в сравнении с БТР-80, он значительно подвижнее своих предшественников. Так, боевая машина способна осуществить разворот на месте, благодаря вращению колёс разных бортов в противоположные стороны (по аналогии с гусеничными машинами).
Машина оборудована бортовой информационно-управляющей системой (БИУС).
Базовое вооружение состоит из (боевой комплект):
- Автоматической 30-мм пушки 2А42 (500 выстрелов);
- Автоматического гранатомёта АГС-17 (400 выстрелов);
- 7,62-мм пулемёта ПКТ (2 000 патронов);
- ПТРК 9К111-1М «Конкурс-М» (четыре ПТУР).

Конструкция позволяет устанавливать более мощное оружие, в частности 100-мм или 125-мм орудие. На БТР установлен комбинированный дневной и ночной прицел БПКЗ-42 и дневной прицел 1П-13. Машина имеет систему защиты от поражающих факторов оружия массового поражения.

## Модификации

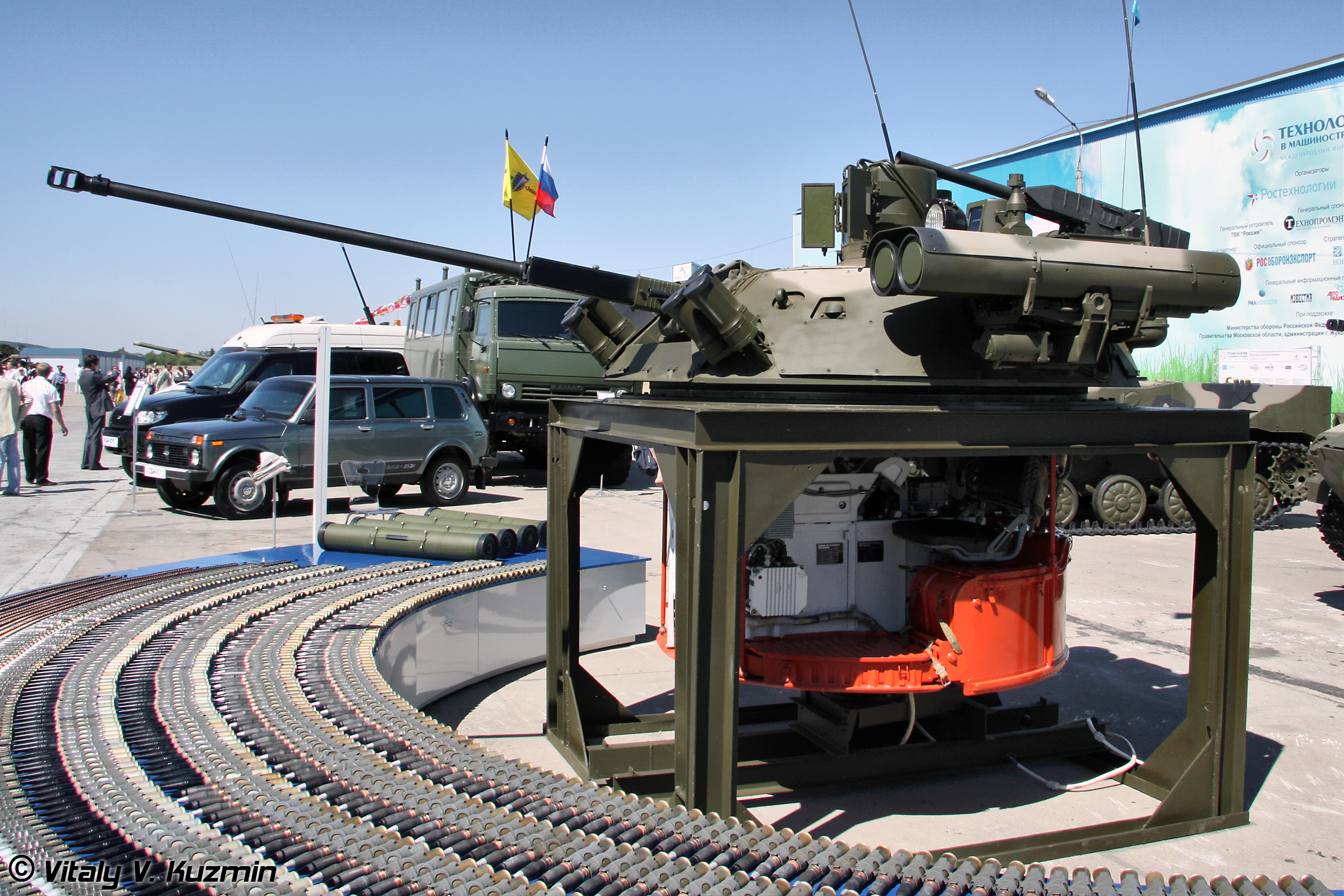
БМ «Бережок» на международном форуме «Технологии в машиностроении 2010.

- БТР-90 «Росток» — модификация с 30-мм автоматической пушкой 2А42, 7,62-мм пулемётом ПКТМ, автоматическим гранатомётом АГС-17 и противотанковым комплексом 9К111-1М «Конкурс-М». Не оснащается СУО и тепловизором[8].
- БТР-90 «Бережок» — модификация с боевым модулем «Бережок», включающим 30-мм автоматическую пушку 2А42, 7,62-мм пулемёт ПКТМ, автоматический гранатомёт АГС-30М и противотанковый комплекс 9К135 «Корнет». Оснащается СУО и тепловизором[8].
- БТР-90М — модификация с боевым модулем «Бахча-У», включающим 100-мм пушку-пусковую установку 2А70, 30-мм автоматическую пушку 2А72, 7,62-мм пулемёт ПКТМ, противотанковый комплекс 9К116-3 «Басня». Оснащается СУО и тепловизором[8].

### Машины на базе БТР-90
БММ «Сухожилие»
Многоцелевая бронированная медицинская машина (БММ). Разработка машины была начата 1 июня 1997 года согласно договору № НТК/2/459. Предприятием-разработчиком являлось ООО «Прибор-Контроль». Договором предусматривались следующие сроки разработки машины:
1. Эскизный проект: с июня по декабрь 1997 года;
2. Технический проект: с декабря 1997 года по сентябрь 1998 год;
3. Разработка конструкторской документации на опытный образец: с октября 1998 года по июнь 1999 года;
4. Создание опытного образца и его предварительные испытания: с июля 1999 года по июнь 2000 года;
5. Государственные испытания: с июля 2000 года по март 2001 года;
6. Отработка конструкторской документации по результатам государственных испытаний: с апреля по декабрь 2001 года.

На этапе изготовления опытного образца и проведения предварительных испытаний ООО «Прибор-Контроль» в указанные сроки не уложилось. В результате сроки завершения этапа были сдвинуты на март 2006 года. Однако 31 мая 2006 года на совещании было принято решение о закрытии проекта, обосновывая тем, что продолжение данной темы в связи с затягиванием сроков является нецелесообразным.
МЗ-187
Проект 120-мм САО разработки специального конструкторского бюро ОАО «Мотовилихинские заводы». Он предусматривал размещение боевого отделения САО 2С31 «Вена» на шасси ГАЗ-5923 (БТР-90). Однако в ходе выполнения этапа технического предложения была выявлена нецелесообразность установки полностью унифицированного с 2С31 боевого отделения. Основными причинами послужили ограниченные углы горизонтального наведения в связи с низкой устойчивостью шасси, малый возимый боекомплект и незначительное преимущество по сравнению с ранее разработанным САО 2С23 «Нона-СВК». Работы по данному проекту были прекращены.

## Замена
В 2009 — 2010 годах в КБ Арзамасского машиностроительного завода началась разработка нового БТР «Гильза» на базе БТР-90. В соответствии с новыми требованиями заказчика, БТР должен быть скомпонован с размещением МТО в передней части машины и десантного отделения в корме, что позволит усилить защиту и улучшить условия для десанта (примером может быть такая машина как финский БТР «Patria»). Планируется произвести глубокую унификацию с БМП-3М силовой установки, вооружения, единой бортовой информационной управляющей системы, системы бронирования машин и другие усовершенствования.

## Боевое применение
Используются Россией во время вторжения на Украину. Впервые использование БТР-90 российской стороной задокументировано в октябре 2023 года в боях под Авдеевкой.

## Изображения

БТР-90 на международном салоне МВСВ-2008
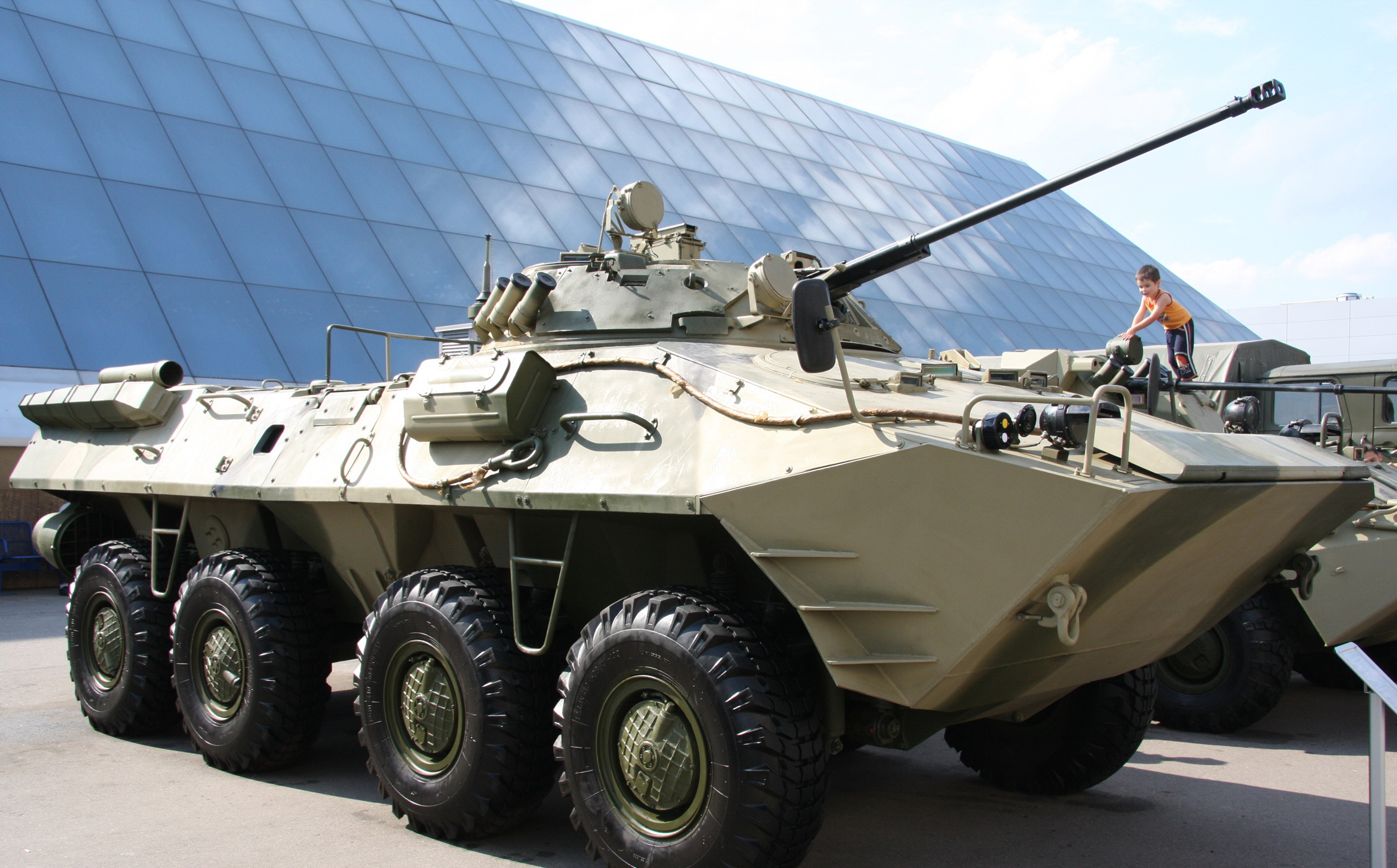
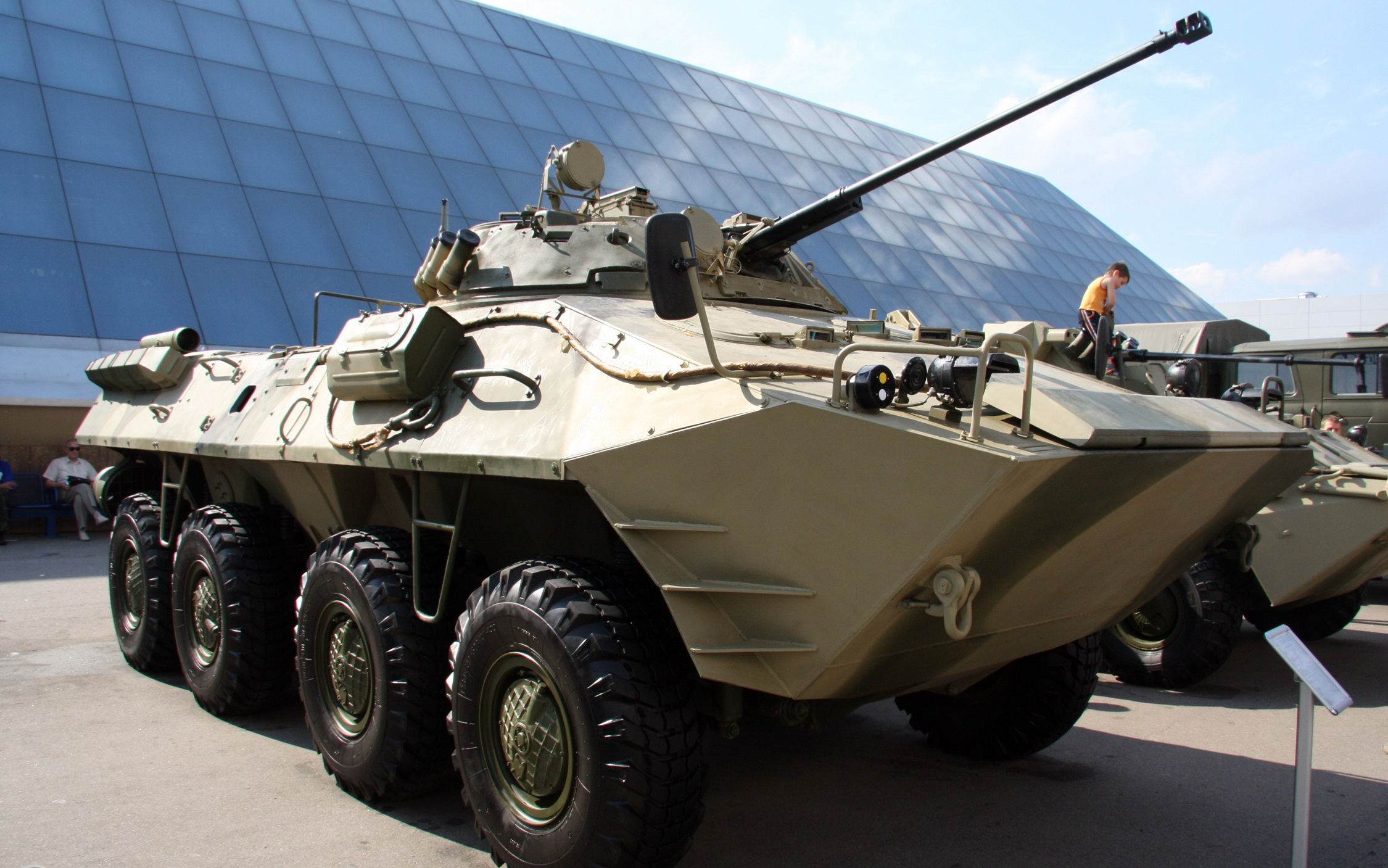
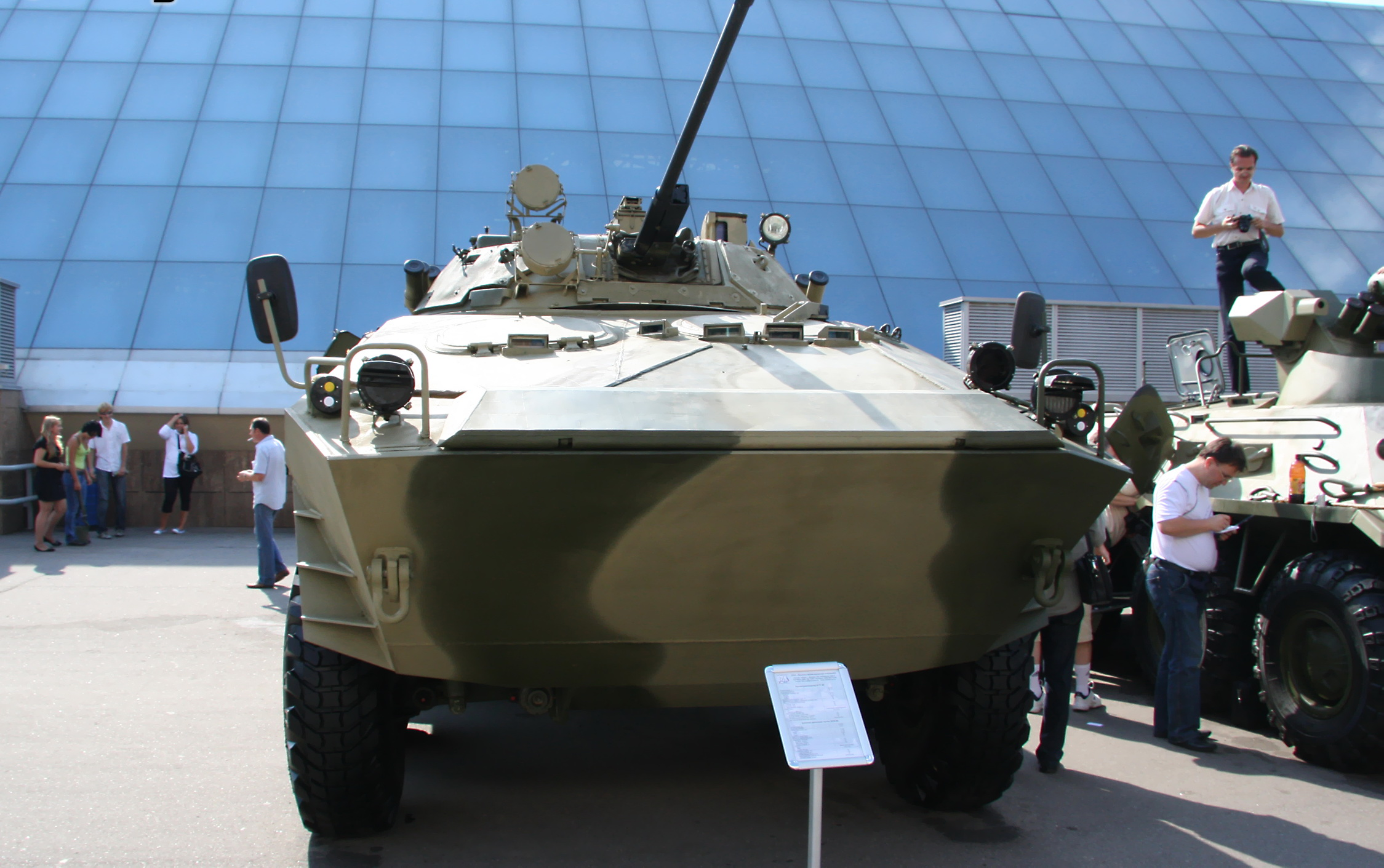
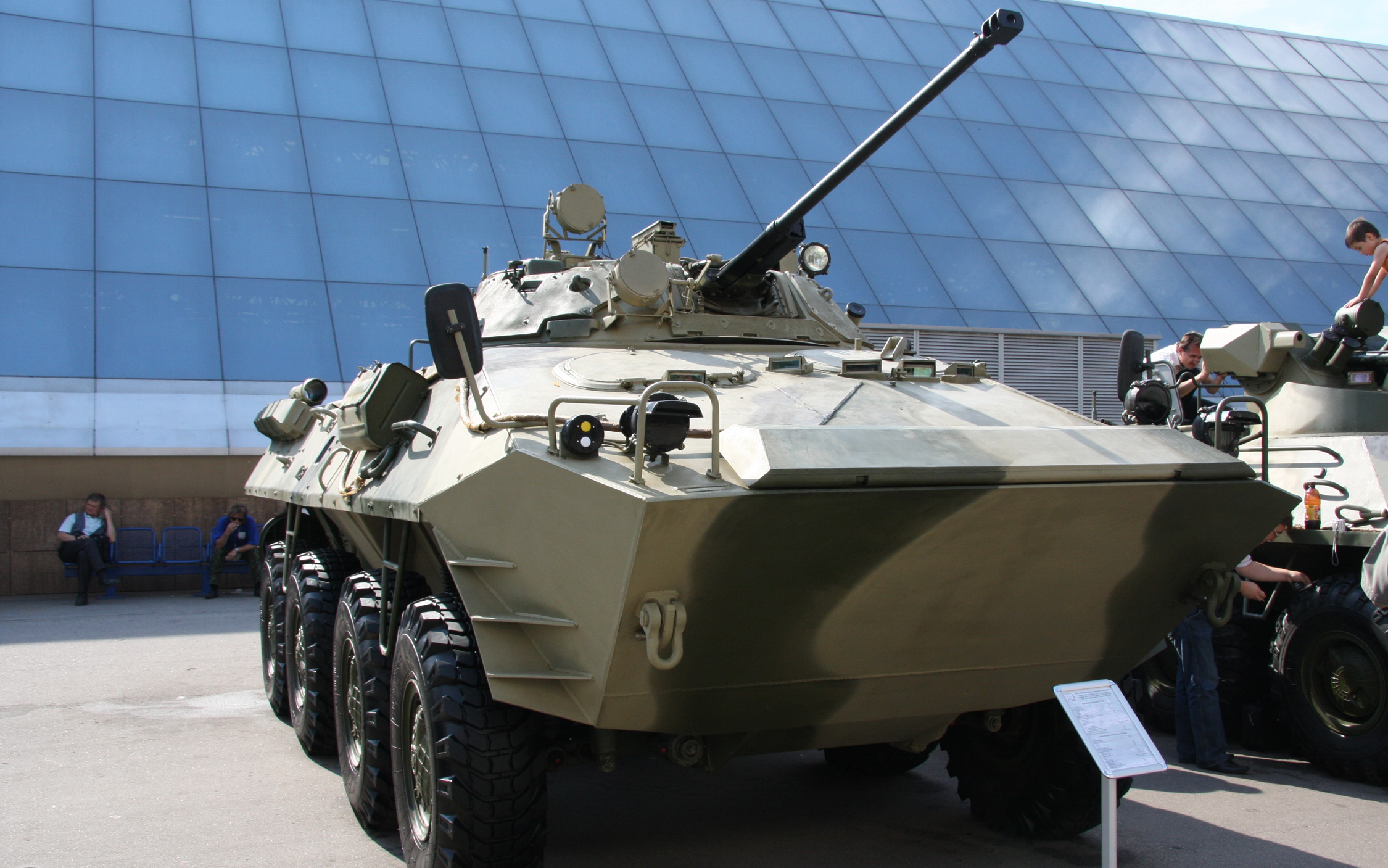
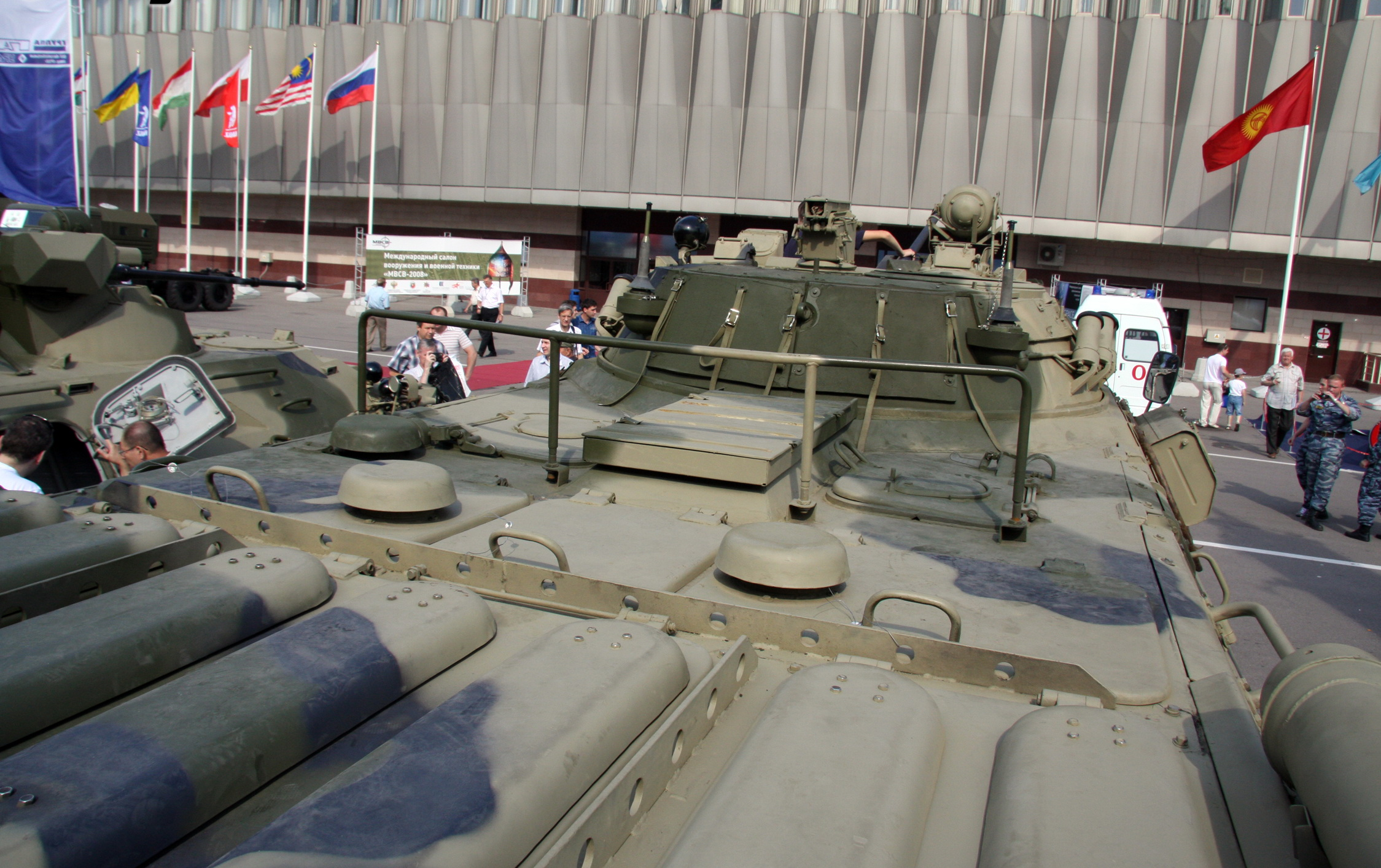
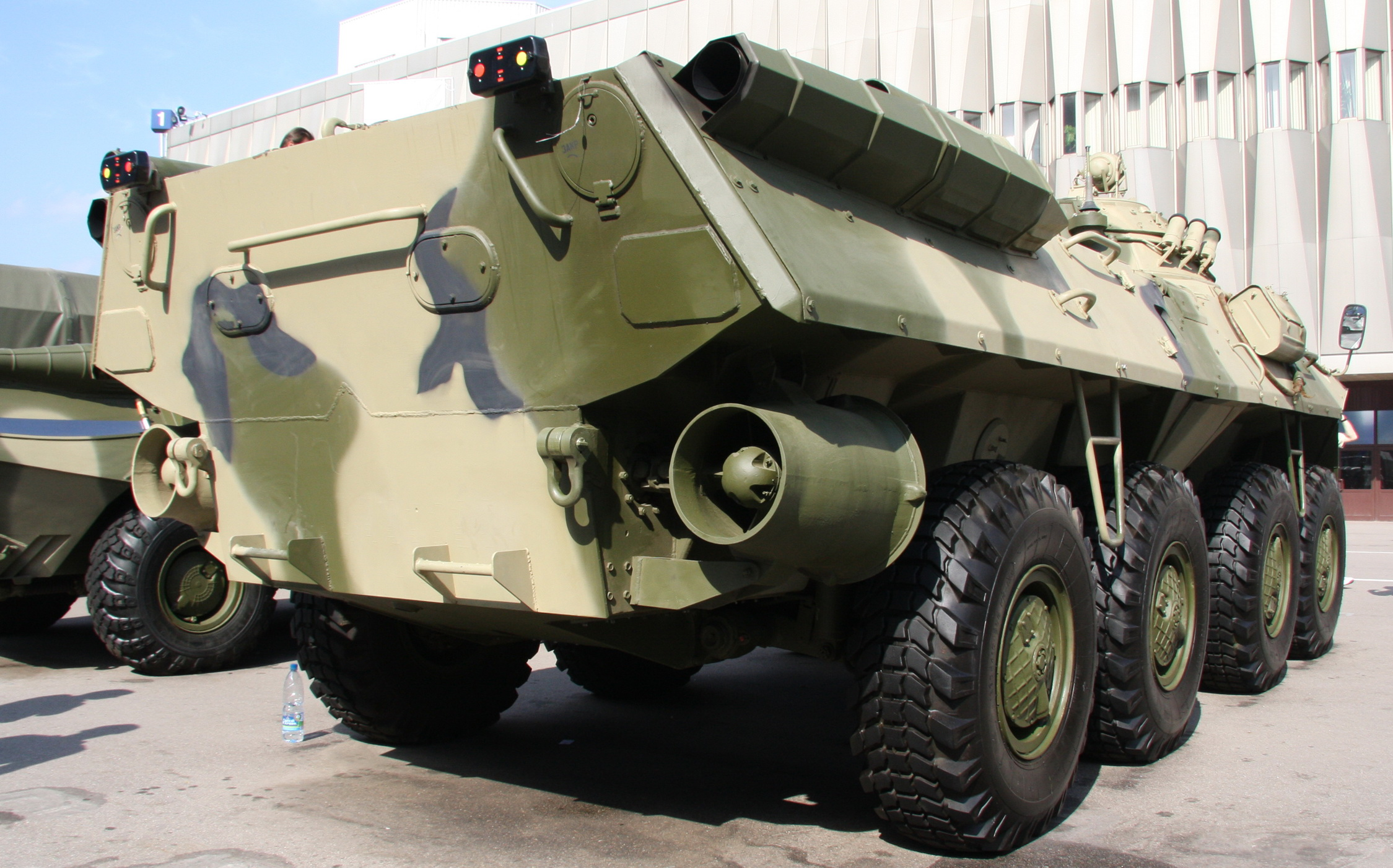
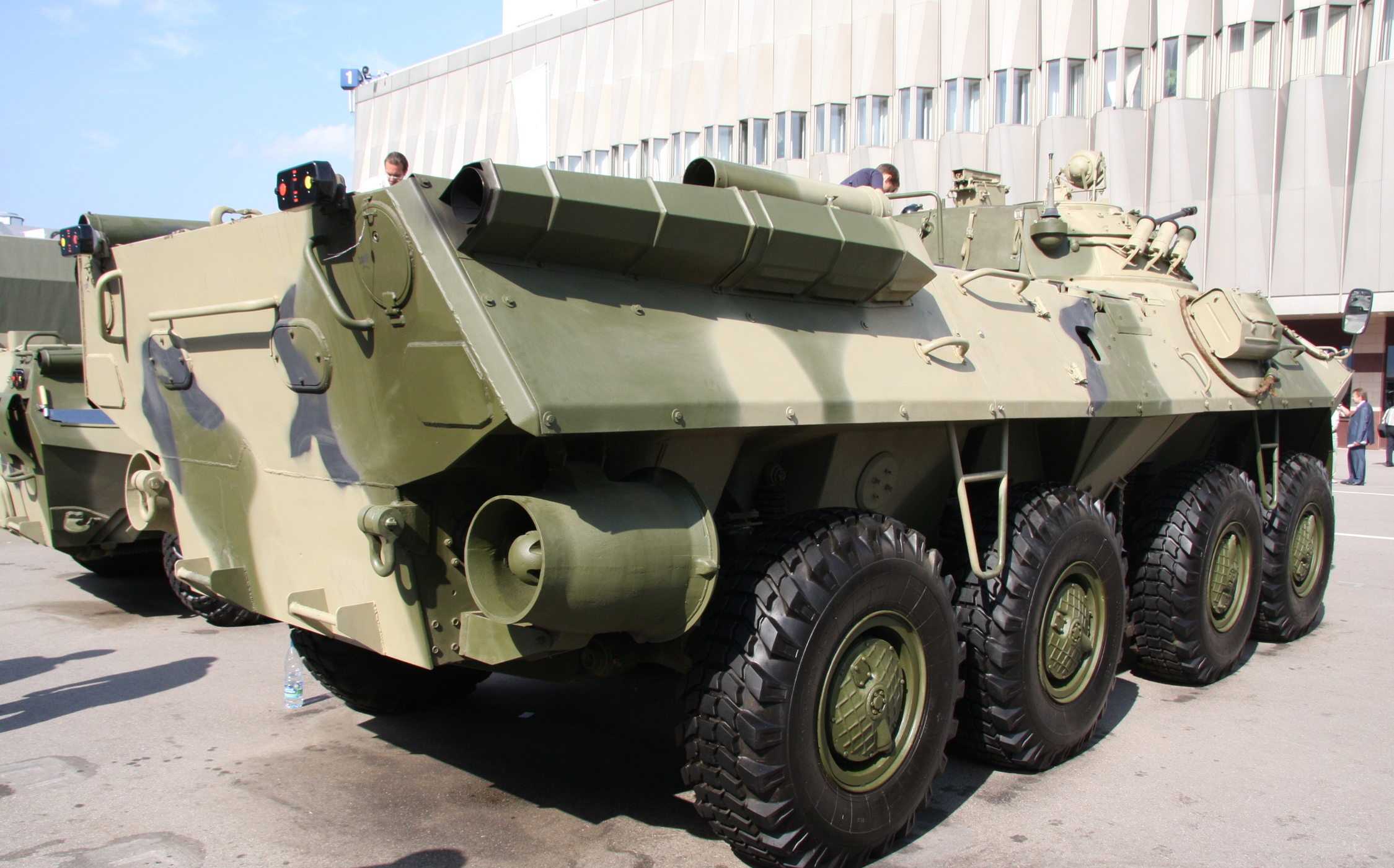
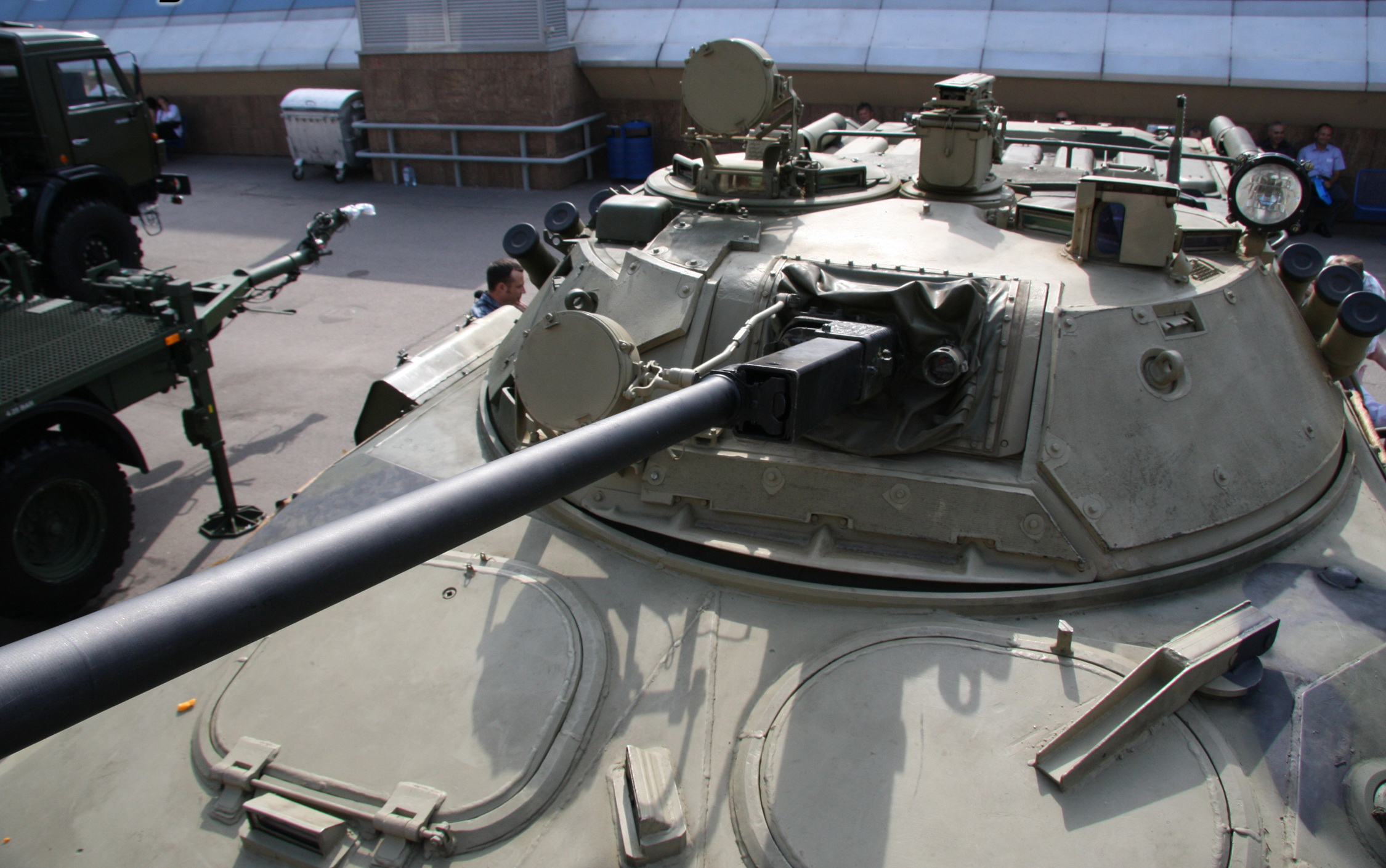
БТР-90 в Бронетанковом музее в Кубинке
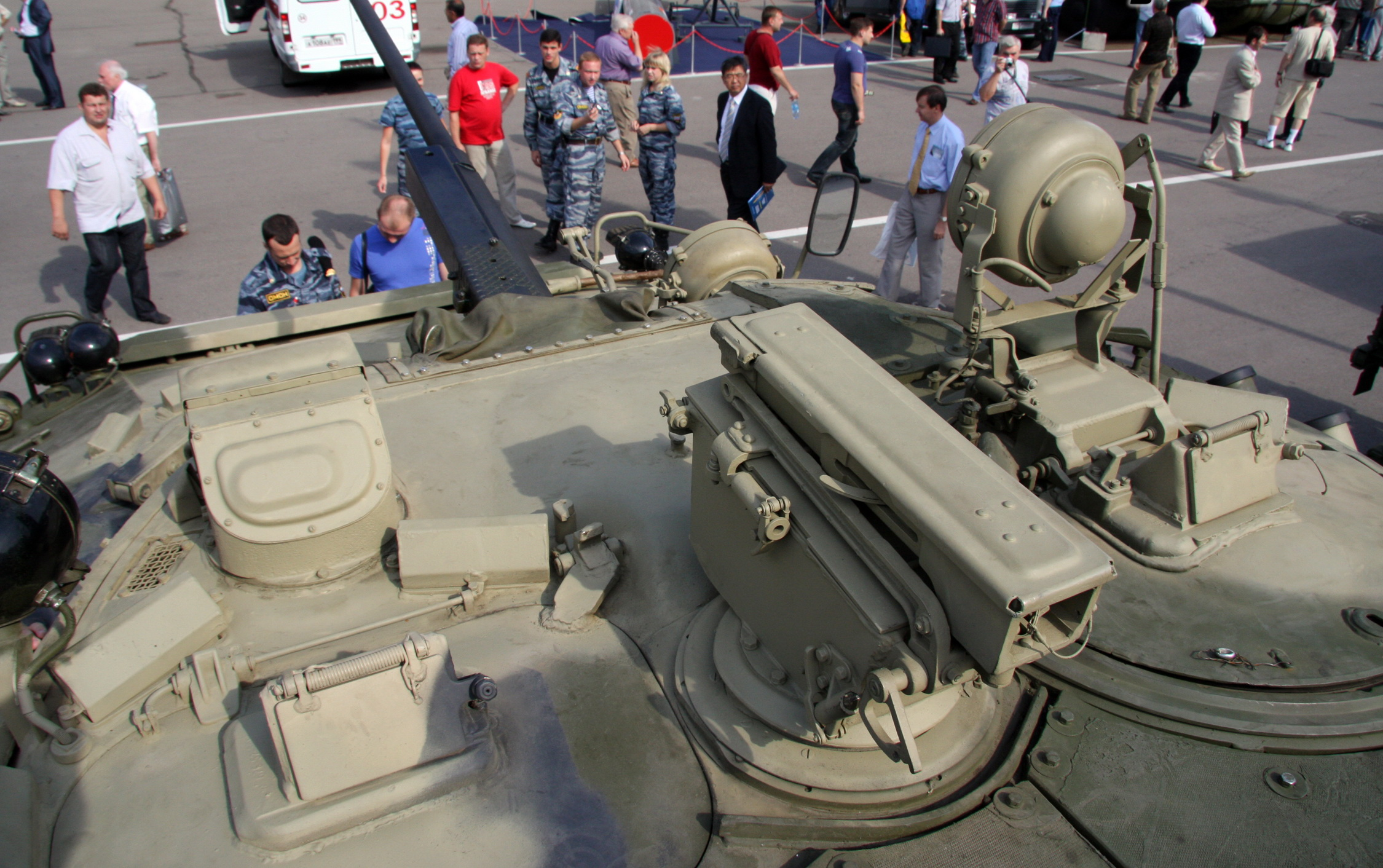